# Teto Preto
Teto Preto é uma banda brasileira de eletrônico, jazz, techno, house e darkwave. A banda foi formada em São Paulo em 2014 através da festa de música eletrônica Mamba Negra, tendo como vocalista a cantora Laura Diaz (também conhecida como Angela Carneosso). A banda mistura visuais agressivos com composições politicamente afiadas.
Em 2016, lançaram seu primeiro single, "Gasolina", que acumula mais de 700 mil visualizações no Youtube. Em 2018 foi lançado "Pedra Preta", o primeiro álbum de estúdio.
Possuem parceria com a drag queen Pabllo Vittar. Além da banda e da festa Mamba Negra, administram o selo fonográfico Mamba Rec, que lança produtos em cassete e vinil.

## Discografia
| Álbum               | Lançamento | Formato       | Gravadora |
| ------------------- | ---------- | ------------- | --------- |
| Gasolina EP         | 2016       | LP, streaming | Mamba Rec |
| Pedra Preta         | 2018       | LP, streaming | Mamba Rec |
| Pedra Preta Remixes | 2020       | Streaming     | Mamba Rec |